# Carbonisation

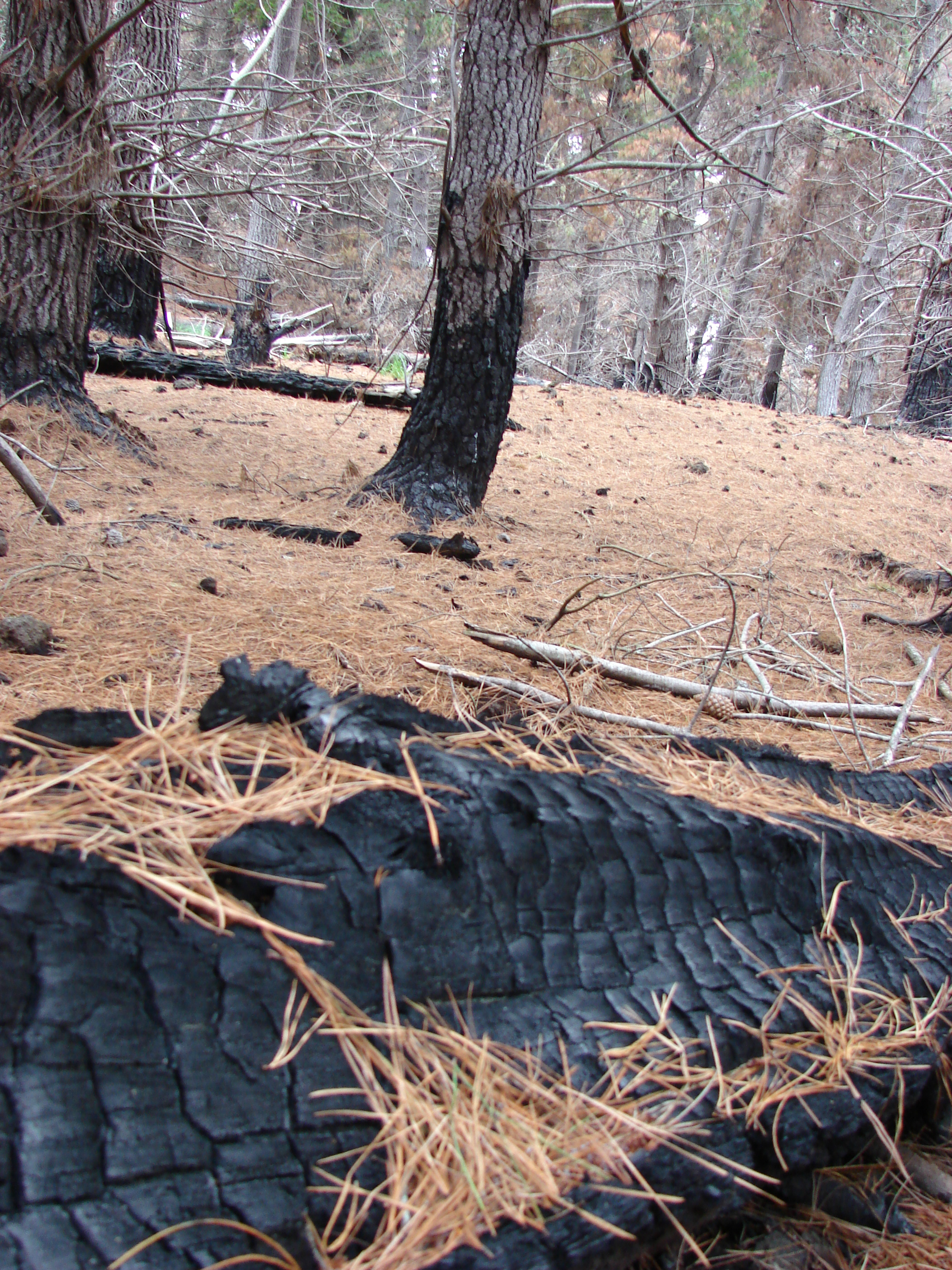
Pin carbonisé. Polipoli, Maui, Hawaii

La carbonisation, aussi appelée carbonification est la transformation plus ou moins rapide d'une substance organique en charbon (en carbone), gaz et goudrons, sous l'effet de la chaleur.
La carbonisation peut recouvrir différentes opérations de transformation chimiques distinctes :
- La pyrolyse, une transformation par la chaleur à l'abri de l'air ;
- la carbonisation hydrothermale, une transformation par la chaleur et sous pression, à l'abri de l'air et dans l'eau ;
- La houillification, série de transformations chimiques sous haute pression, qui permettent la transformation lente des matières organiques en tourbe, charbon, etc.

Dans la combustion, une transformation par la chaleur en présence d'air, le carbone est brûlé.
La carbonisation superficielle signifie une combustion partielle afin de noircir la surface.

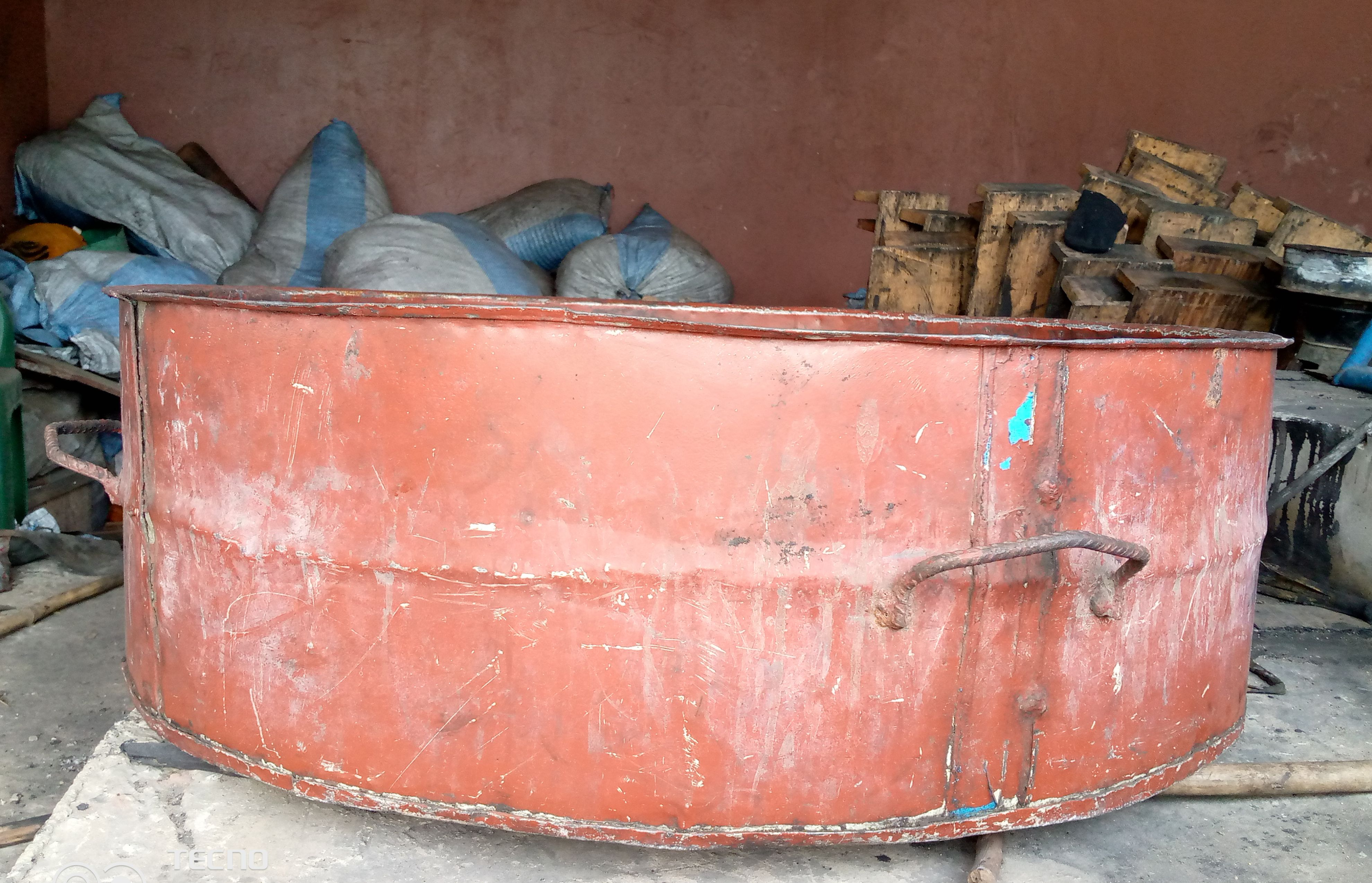
Carbonisateur au Sénégal

## Pyrolyse
La carbonisation est ici un processus chimique de combustion incomplète de certains solides soumis à une chaleur élevée en absence d'oxygène. Le résidu est qualifié en anglais de char. Sous l'action de la chaleur, la carbonisation élimine l'hydrogène et l'oxygène du solide, de sorte que le charbon restant est composé principalement de carbone. Les polymères comme les thermodurcissables, ou la plupart des composés organiques solides comme le bois ou d'autres tissus biologiques, présentent un comportement de carbonisation.
Dès le XVIIIe siècle, des opérations de « distillation » (ou de « carbonisation ») sont réalisées dans l'industrie, pour obtenir des combustibles riches en carbone, des goudrons et des gaz appelés « gaz manufacturés ». Ces opérations doivent être plus justement appelées « pyrolyse »: le terme « pyrolyse » est apparu probablement au XIXe siècle pour distinguer les opérations de décomposition ou thermolyse, d'un composé organique par la chaleur pour obtenir d'autres produits (gaz et matières) qu'il ne contenait pas : Contrairement à la distillation, dans la pyrolyse, le matériau est détruit.
De manière générale les matières premières visées par la « carbonisation » sont le bois, la tourbe et la houille qui donnent respectivement :
- le bois, du charbon de bois et du gaz de bois ;
- la tourbe, du charbon de tourbe et du gaz de tourbe ;
- la houille, du charbon de houille, appelé coke, et du gaz de houille.

Différents goudrons sont également obtenus goudron de pin, et goudron de houille, etc.
Ces opérations étaient réalisées par chauffage dans des meules ou dans des cornues, en l'absence d'air. La transformation en gaz de houille et en coke était réalisée dans les usines à gaz et les cokeries. Le métier associé au charbon de bois est le charbonnier, au goudron de pin, le goudronnier ou faiseur de poix .

### Production de coke et de charbon de bois

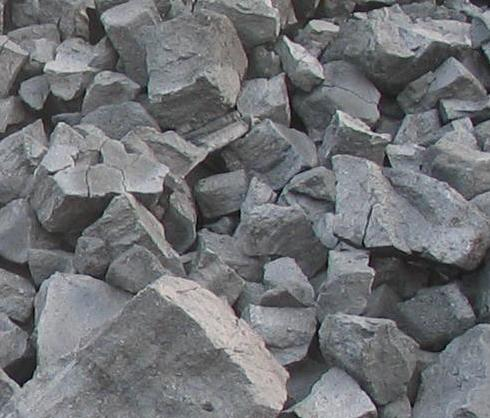
Coke

Le coke et le charbon de bois sont tous deux produits par carbonisation, que ce soit à l'échelle industrielle ou par la combustion normale du charbon, de la houille ou du bois. Une combustion normale consomme le charbon ainsi que les gaz produits lors de sa création, tandis que les processus industriels cherchent à récupérer le charbon purifié avec une perte minimale par combustion. Ceci est donc accompli, soit en brûlant le combustible de base (bois ou charbon) dans un environnement pauvre en oxygène, soit en le chauffant à haute température sans permettre la combustion. Dans la production industrielle de coke et de charbon de bois, les composés volatils éliminés lors de la carbonisation sont souvent capturés pour être utilisés dans d'autres processus chimiques. Dans la production du coke il s'agit du gaz de houille.
La combustion du charbon dans une forge produit généralement la chaleur nécessaire au travail des métaux à haute température, dans un feu bien géré, par la production et consommation continue de coke. Un anneau intérieur de coke en combustion fournit de la chaleur, qui convertit le charbon l'encerclant en coke, qui est ensuite poussé vers le centre du feu pour fournir la chaleur requise et créer plus de coke; le charbon lui-même est incapable de produire la chaleur nécessaire à certaines opérations de forge.

## Carbonisation hydrothermale
La carbonisation hydrothermale (HTC) « carbonisation aqueuse à température et pression élevées » est un procédé physicochimique de conversion de composés organiques en charbon structuré.

## Houillification
C'est une forme de carbonisation extrêmement lente et sous haute pression ; alors que les couches géologiques se forment et s'enfoncent dans le sous-sol, la structure de la matière puis du charbon évolue, et après quelques centaines de millions d'années cette houillification transforme la matière organique végétale (feuilles, troncs, pollens...) sédimentée en charbon. Les charbons dont la houillification est la plus avancée sont dits de haut-rang.

## Combustion
Il ne faut pas confondre pyrolyse et combustion (ou incinération): des processus d'oxydo-réduction réalisés par le feu en présence d'oxygène.
Une combustion normale consomme le charbon ainsi que les gaz produits lors de sa création, tandis que les processus industriels cherchent à récupérer le charbon avec une perte minimale par combustion.

## Définitions légales
La carbonisation avait une signification particulière en Common law en Angleterre. Dans ce système, l'incendie criminel impliquait la carbonisation d'une habitation - des dommages réels causés à la fibre du matériau de construction de la structure - et non pas de simples dommages de surface.

## Carbonisation du bois

### Pyrolyse du bois

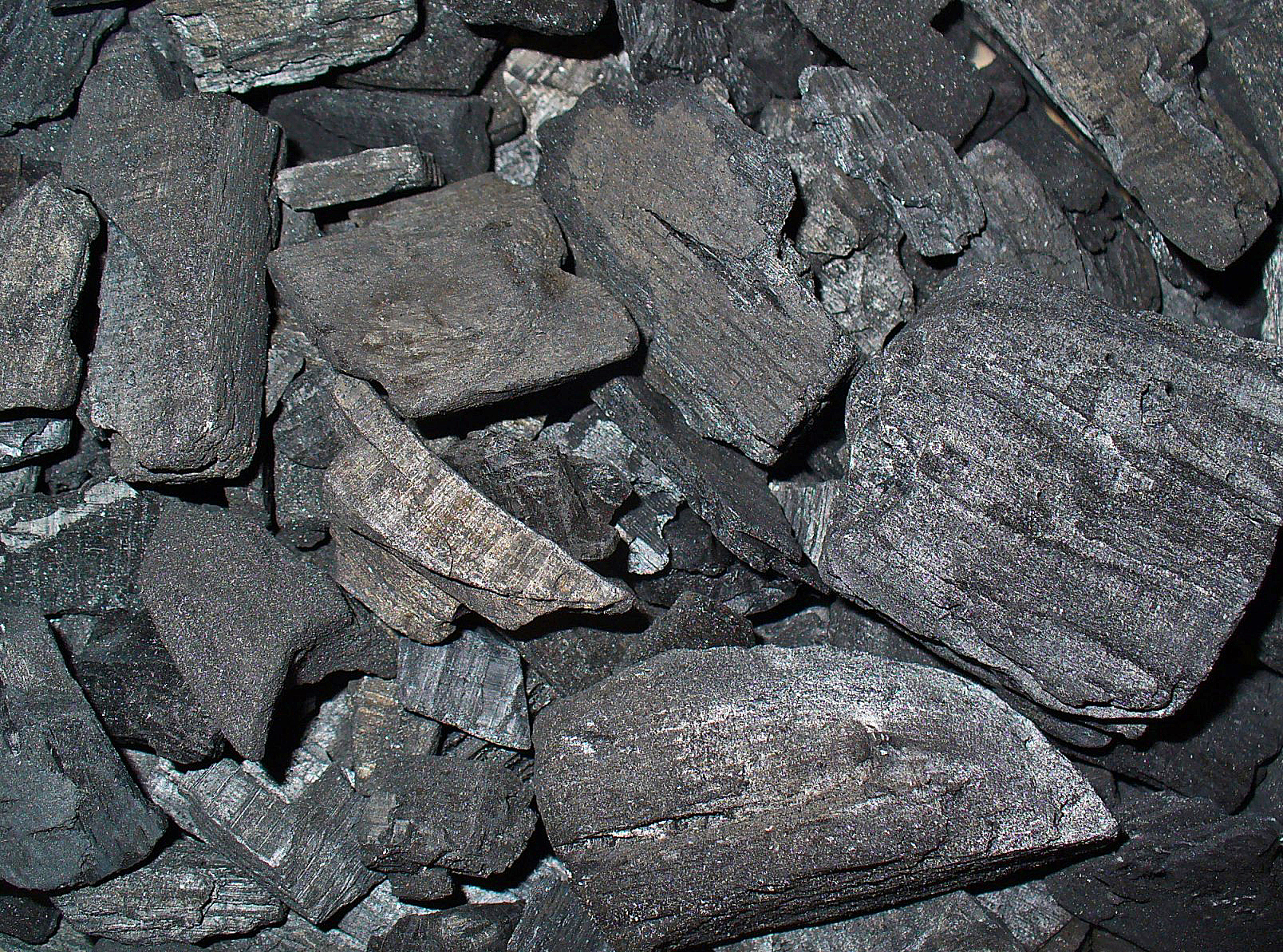
Charbon de bois

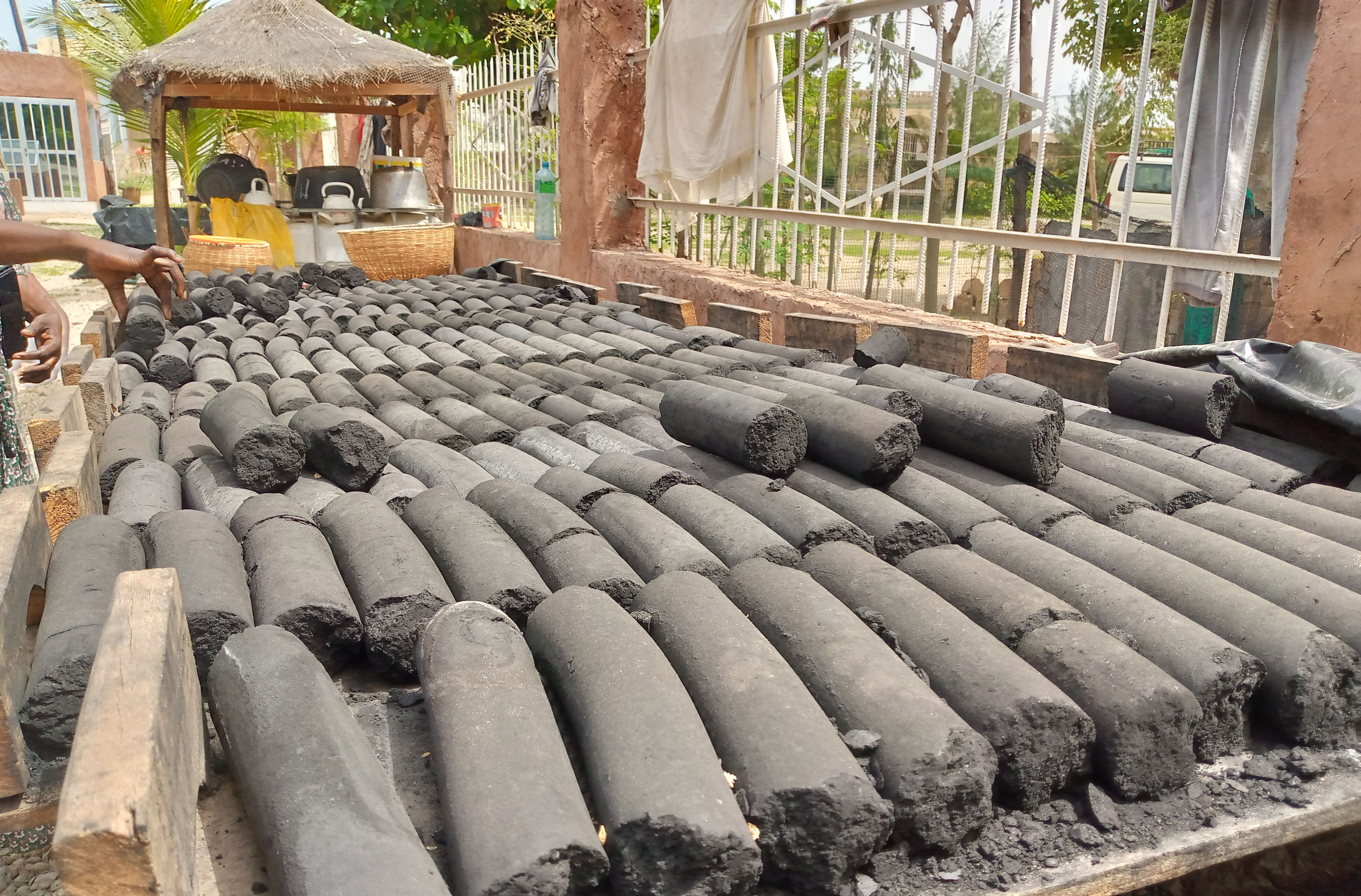
Charbon écologique au Sénégal

La pyrolyse du bois, quelquefois appelée « distillation », « distillation sèche », distillation destructive ou « carbonisation », permet d'obtenir dans tous les cas un résidu solide, le charbon de bois, ainsi que différentes fractions qui se condensant forment de l'acide pyroligneux et divers goudrons (dans la catégorie des feuillus le goudron de bouleau et le goudron de pin dans celle des résineux, par exemple). Un gaz combustible (gaz de bois, gaz de résine) peut être aussi obtenu. La résine, contenue principalement chez les résineux est la seule substance qui puisse être à l'origine d'un véritable distillat.
Le goudron de pin appelé aussi brai de Stockholm, poix est un produit visqueux et collant de couleur noire obtenu par carbonisation du pin. On l'a utilisé pour la protection du bois mais aussi comme remède à usage vétérinaire et humain (goudron de Norvège).

### Carbonisation et protection incendie
La carbonisation est un processus important dans l'allumage combustibles solides et dans la combustion lente. Dans la construction de bâtiments en bois à forte densité de bois, la formation prévisible d'une couche de carbonisation est utilisée pour déterminer la résistance au feu des poutres de support et constitue un facteur important dans l'ingénierie de la protection contre l'incendie. Si une colonne de bois a un diamètre suffisamment important, sa surface exposée sera convertie en une couche de carbonisation pendant l'incendie de la structure, jusqu'à ce que l'épaisseur de la couche de carbonisation fournisse une isolation suffisante pour empêcher toute carbonisation supplémentaire. Cette couche sert ensuite à protéger le noyau de bois restant structurellement sain, qui peut continuer à supporter les charges du bâtiment s'il est conçu de manière appropriée.

### Préservation du bois par carbonisation superficielle

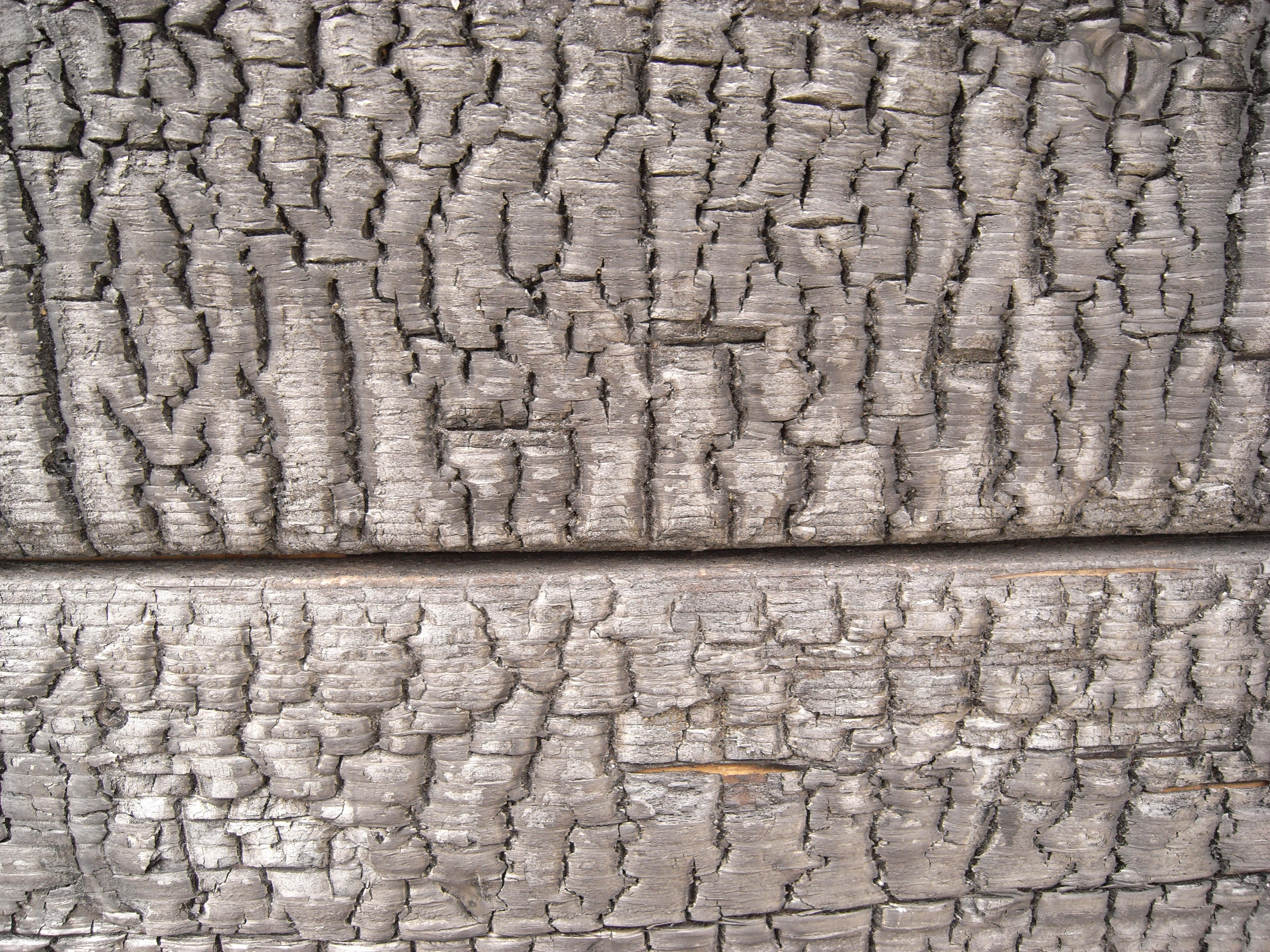
Yakisugi

Une carbonisation partielle permet de protéger superficiellement le bois contre la putréfaction: une planche de bois est brûlée en surface, sur de la braise ou passée au chalumeau, puis brossée, lavée, séchée et, dans certains cas, enduite d'une huile naturelle. Le bois brûlé ou bois carbonisé, est utilisé pour bâtir clôtures, terrasses et meubles, ou pour servir de bardage extérieur ou intérieur. L'aspect du bois brûlé ne varie pas au cours du temps et l'espérance de vie du bois est estimée à plus de quatre-vingts ans; Offrant une grande résistance aux intempéries, à l'eau, au feu ainsi qu'à la pourriture, et il jouit d'une protection élevée contre les organismes xylophages. Bien que l'on utilise traditionnellement du cèdre comme au Japon, où cette technique traditionnelle s'appelle yakisugi ou shō sugi ban, il est également possible d'utiliser d'autres essences telles que le mélèze, le chêne et le pin.
La plupart des constructions anciennes imposantes, telles les églises, reposent sur des pieux ayant subi une carbonisation.
La carbonisation a été utilisée pour traiter le bois de marine. Quand Henri Cochon de Lapparent (1807-1884) propose de nouveau ce mode de préservation des bois au XIXe siècle, il cite en exemple la longévité exceptionnelle du HMS Royal William de 1719 dont les bois auraient été carbonisés. La charpente dans son entier était carbonisée avec de la paille ou des fagots enflammés, et certaines pièce de membrure isolée, par de petit feux de copeaux, Lapparent suggère de leur appliquer le gaz d'éclairage (Gaz portatif comprimé mais aussi des huiles lourdes) au chalumeau. Des bateaux, mais aussi des traverses de chemin de fer seront traitées par cette méthode.

### Matériau archéologique

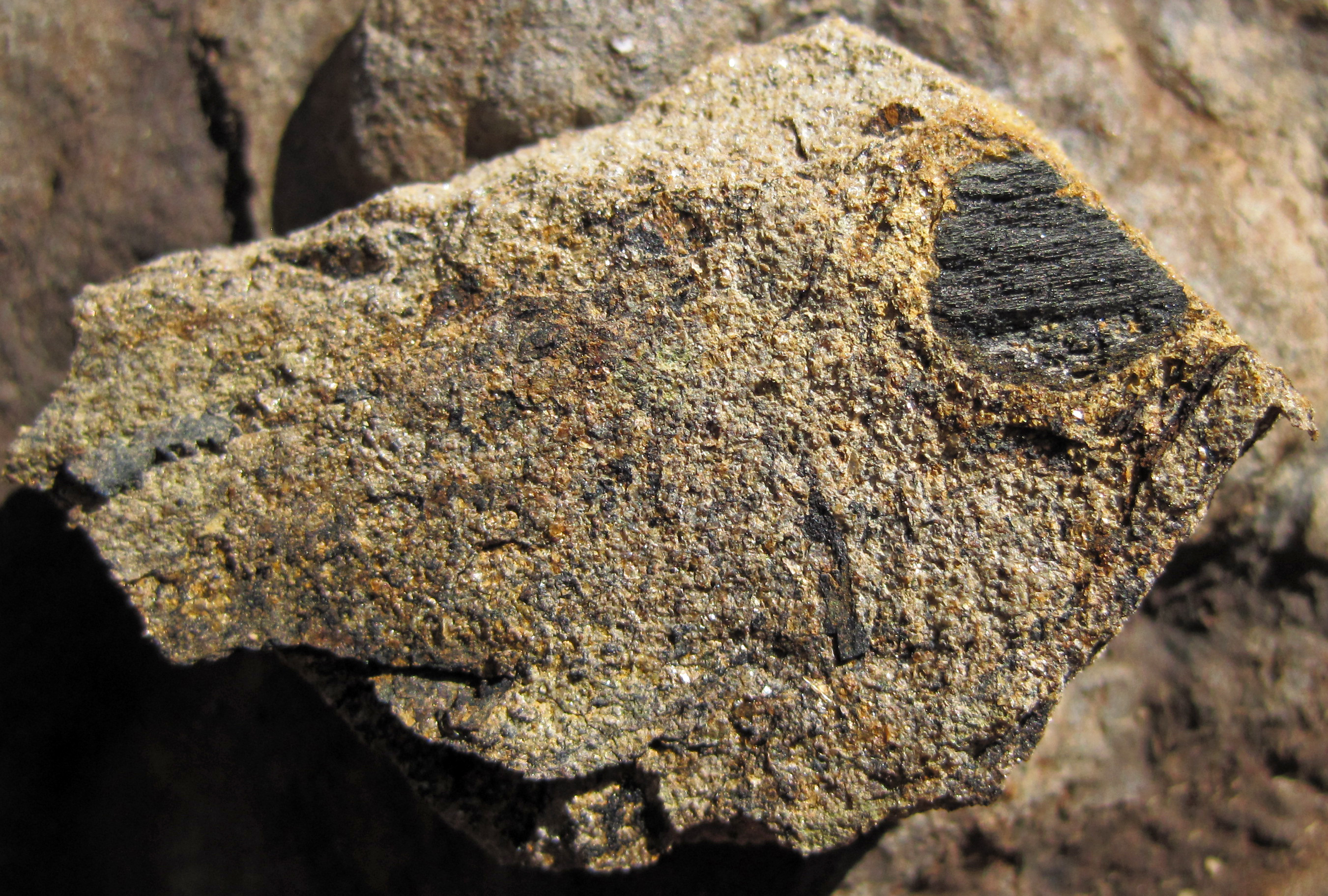
Charbon de bois fossile dans le grès, Formation de Pottsville, Pennsylvanien moyen; affleurement de Symmes Creek, nord du comté de Muskingum, Ohio, États-Unis

Les paléontologues, paléobotanistes et archéologues peuvent utiliser des débris de bois ou d'aliments carbonisés pour identifier ou dater un contexte temporel;
La carbonisation (bois carbonisé), l'immersion dans l'eau (bois gorgé d'eau), la minéralisation et fossilisation (bois pétrifié) sont les trois moyen par lesquels un bois va défier les temps historiques. Le bois carbonisé est un objet d'étude de l'anthracologie.
Le bois est transformé en charbon de bois lorsqu'il est brûlé dans une atmosphère pauvre en oxygène à des températures de l'ordre de 250 à 500 °C. Au-dessous de 250 °C, une conversion incomplète en carbone se produit et le matériau peut alors être soumis à une dégradation aérobie de la même manière que le bois non altéré. Au-dessus de 500 °C, le bois se transforme en cendres et a beaucoup moins de chances de survivre. Le charbon de bois peut être récupéré en quantité sur presque tous les sites archéologiques, ce qui en fait en théorie un matériau comparatif idéal.

## Carbonisation des isolants électriques
La dégradation des isolants dans des installations vétustes ou des connexions mal réalisées dans les installations peuvent entraîner une surchauffe qui conduit à une carbonisation des isolants.
Le carbone est un conducteur de courant, il peut y apparaitre alors des arcs électriques. La présence simultanée d’arcs électriques et de carbone peut initier l'apparition d'une flamme qui peut s’avérer désastreuse dans des espaces susceptibles de prendre feu .

## Applications diverses

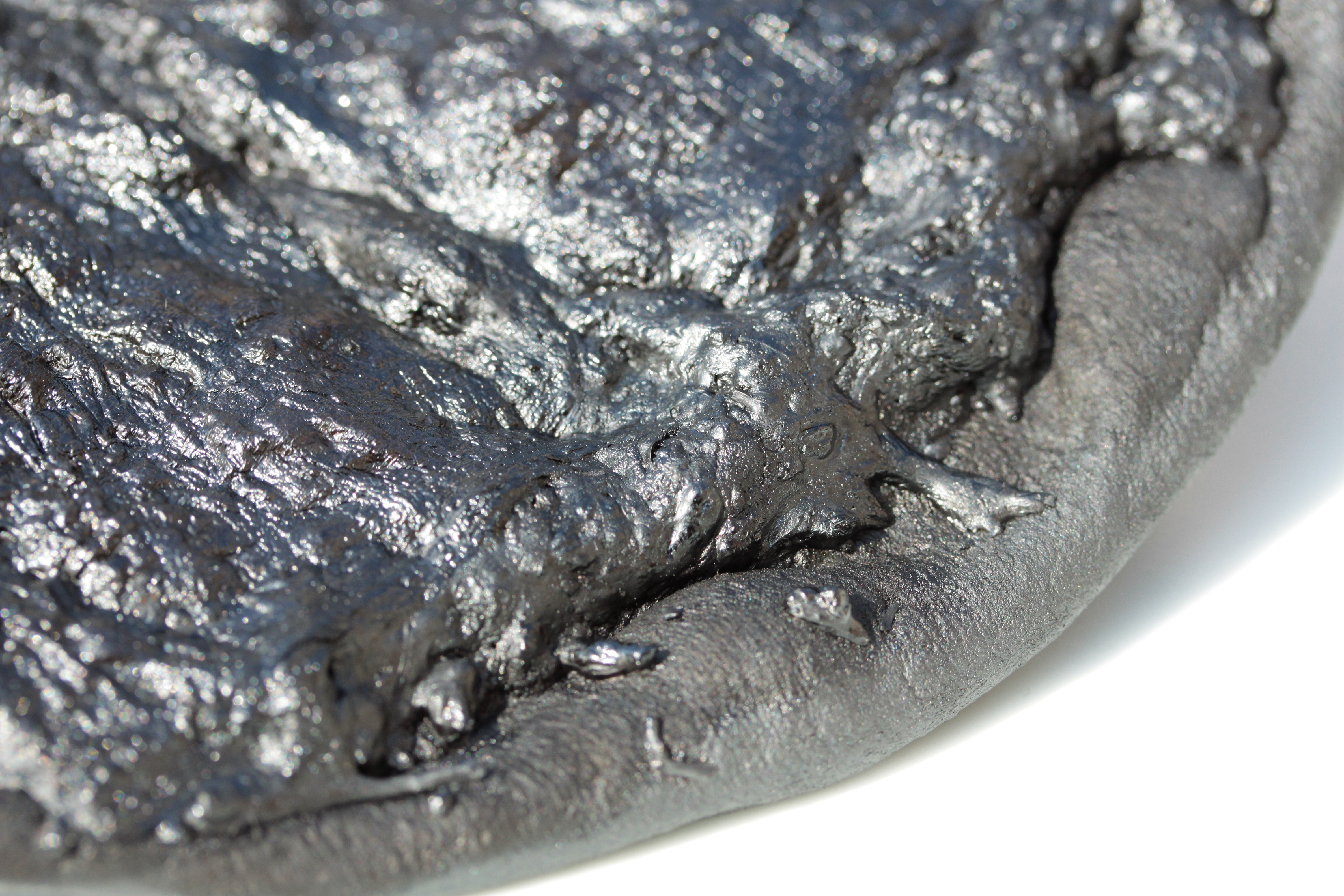
Pizza carbonisée

- La carbonisation du bois permet aussi de produire du charbon activé[13];
- les os carbonisés produisent une cendre noire dite « noir animal », composé utilisé comme colorant ou pour décolorer les solutions chimiques, ou comme engrais. On a obtenu aussi du noir par carbonisation d'ivoire, des noyaux de pêches, ou du bois[14].
- certains déchets agroalimentaires sont carbonisés pour produire de l'énergie[15].
- C'est aussi le résultat obtenu sur un plat que l'on a laissé trop longtemps au four.